# Halltal
Halltal är en ort i kommunen Mariazell i distriktet Bruck-Mürzzuschlag i förbundslandet Steiermark i Österrike. 
Halltal var tidigare en självständig kommun, men blev 1 januari 2015 en del av Mariazell. Kommunen bestod av sex orter (Ortschaften) (inom parentes invånarantal 1 januari 2024):
- Freingraben (0)
- Halltal (198)
- Mooshuben (61)
- Rechengraben (12)
- Schöneben (0)
- Walstern (16)